# Вулька-Твароґова
Вулька-Твароґова (пол. Wólka Twarogowa) — село в Польщі, у гміні Скаришев Радомського повіту Мазовецького воєводства.
Населення — 199 осіб (2011).
У 1975—1998 роках село належало до Радомського воєводства.

## Демографія
Демографічна структура станом на 31 березня 2011 року:
|          | Загалом | Допрацездатний вік | Працездатний вік | Постпрацездатний вік |
| -------- | ------- | ------------------ | ---------------- | -------------------- |
| Чоловіки | 97      | 27                 | 62               | 8                    |
| Жінки    | 102     | 31                 | 49               | 22                   |
| Разом    | 199     | 58                 | 111              | 30                   |